# Long covid

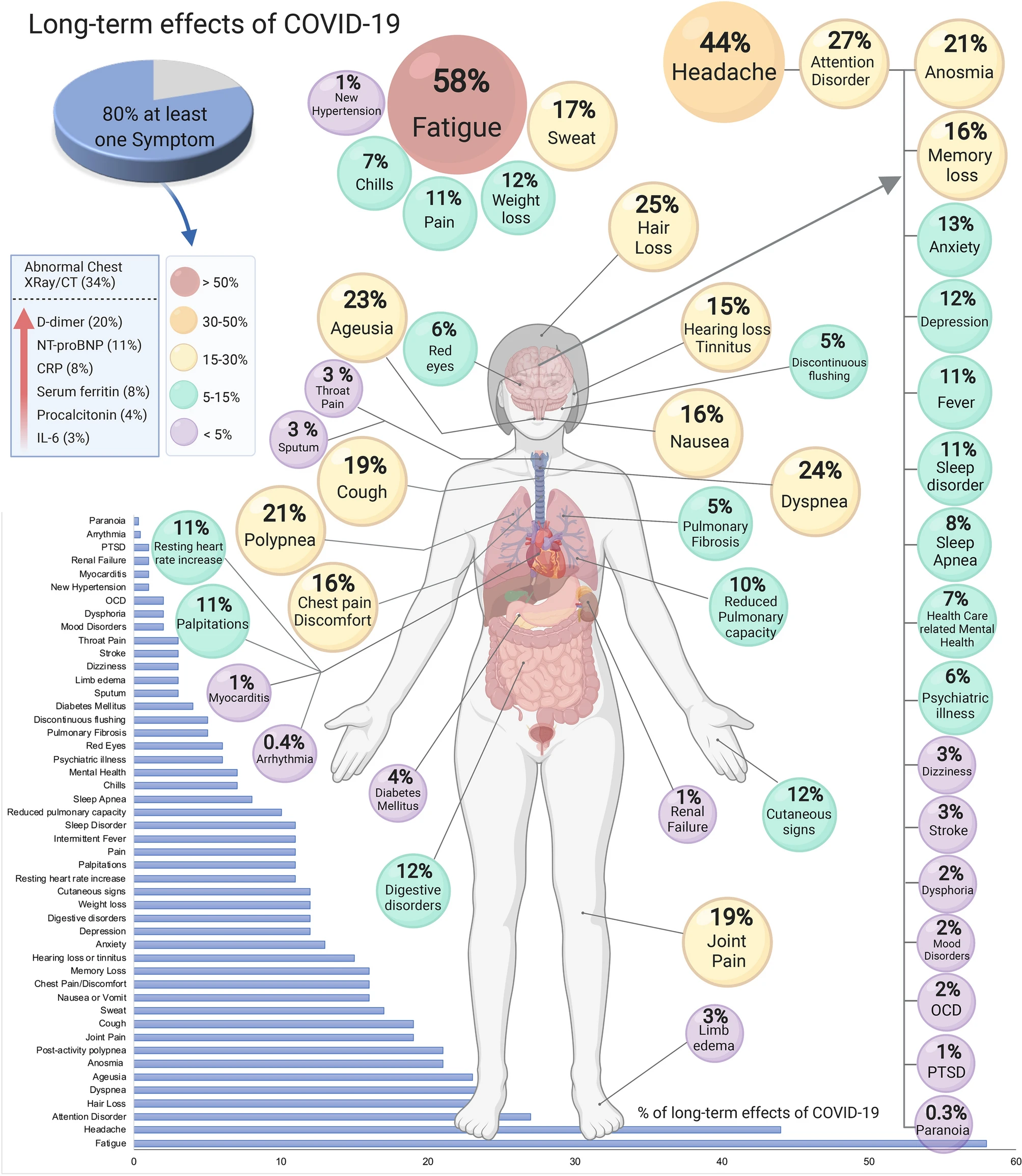
Een wetenschappelijke review identificeerde meer dan 50 schijnbare langetermijneffecten - inclusief die van langdurige COVID - samen met hun geschatte prevalentie en schatte dat 80% van de patiënten ten minste één algemeen effect had na 2 weken.

Long covid, officieel Post-Acute Sequelae of SARS-CoV-2 Infection (PASC), ook bekend als post-COVID (deze term is in gebruik bij de Nederlandse Rijksoverheid), chronisch covidsyndroom of post COVID-19 condition, is een post-acuut infectiesyndroom bestaande uit langdurige klachten die aanblijven na een acute COVID-19-infectie. 
Het gaat om diverse symptomen, waaronder vermoeidheid, kortademigheid, cognitieve problemen en een verlies van smaak- en/of reukvermogen. Volgens de Wereldgezondheidsorganisatie zijn er bij long covid meer dan 200 verschillende symptomen gerapporteerd die een impact kunnen hebben op het dagelijks functioneren.
Schattingen van de prevalentie van long covid lopen sterk uiteen. Onderzoek naar het Nederlandse Lifelines-cohort schatte de prevalentie op 12,7% van de patiënten die COVID-19 doormaakten.
Het ziektebeeld is nieuw en wetenschappelijk nog niet goed begrepen. Onderzoek, uitgevoerd sinds de tweede helft van 2020, richt zich op het in kaart brengen van de verschijnselen, het onderzoeken van mogelijke oorzaken en van therapiemogelijkheden. Amsterdamse wetenschappers onder leiding van hoogleraar Michèle van Vugt hebben in 2023 ontdekt dat vermoeidsheidsklachten na geringe inspanning, die bij 70% van de patiënten voorkomen, een lichamelijke oorzaak hebben. De mitochondriën (een soort cellulaire energiecentrales) in de spiercellen van patiënten functioneren ondermaats en hun spierweefsel sterft af.
De naam van het syndroom is spontaan ontstaan en mogelijk nog niet definitief. Long staat voor langdurig en niet specifiek voor het functioneren van de longen.

## Naamgeving en definitie
De officiële naam voor het syndroom is post-COVID bij de Nederlandse Rijksoverheid en Post COVID-19 condition bij de Wereldgezondheidsorganisatie. De medische wetenschap hanteert vaak de naam Post-Acute Sequelae of SARS-CoV-2 Infection of Post-Acute Sequelae of COVID-19 (PASC). Daarnaast zijn er meerdere informele namen ontstaan voor het syndroom: long-haul covid (langdurige covid), chronisch covidsyndroom (CCS) of post-covidsyndroom (PCS).
In oktober 2021 publiceerde de WHO de Delphiconsensus van meer dan 200 wetenschappers en voerde daarbij de naam post COVID-19 condition in. De studie vatte een groot deel van de long covid symptomen in groepen samen om een eenduidige omgang daarmee in de klinische praktijk en in wetenschappelijk onderzoek mogelijk te maken. De definitie luidt als volgt. Post-COVID-19-aandoening komt voor bij personen met een voorgeschiedenis van waarschijnlijke of bevestigde SARS CoV-2-infectie. Meestal ontstaan 3 maanden na het begin van COVID-19 met symptomen die minstens 2 maanden duren en niet kunnen worden verklaard door een alternatieve diagnose. Veel voorkomende symptomen zijn vermoeidheid, kortademigheid, cognitieve disfunctie maar het betreft ook andere klachten die een impact hebben op het dagelijks functioneren. Symptomen kunnen zowel nieuw optreden na aanvankelijk herstel van een acute COVID-19-episode of aanhouden na de acute fase. Symptomen kunnen ook fluctueren of verminderen in de loop van de tijd.
In februari 2023 publiceerde de WHO specifiek voor kinderen en adolescenten een definitie.
Post-COVID-19 bij kinderen en adolescenten komt voor bij personen met een voorgeschiedenis van bevestigde of waarschijnlijke SARS-CoV-2-infectie, waarbij ze symptomen ervaren die ten minste 2 maanden aanhouden en aanvankelijk optraden binnen 3 maanden na acute COVID-19. Huidig bewijs suggereert dat symptomen die vaker worden gemeld bij kinderen en adolescenten met post-COVID-19 in vergelijking met controles vermoeidheid, veranderde geur (anosmie) en angst zijn. Andere symptomen zijn ook gemeld. Symptomen hebben over het algemeen invloed op het dagelijks functioneren, zoals veranderingen in eetpatroon, fysieke activiteit, gedrag, schoolprestaties, sociale functies (interacties met vrienden, leeftijdsgenoten, familie) en mijlpalen in de ontwikkeling. Symptomen kunnen nieuw ontstaan na een eerste herstel van een acute COVID-19-episode of aanhouden na de eerste ziekte. Ze kunnen ook fluctueren of terugvallen in de loop van de tijd. Onderzoek kan aanvullende diagnoses aan het licht brengen, maar dit sluit de diagnose van een post-COVID-19-aandoening niet uit.

## Symptomen
Het syndroom is nog niet zuiver begrensd of eenduidig vast te stellen, in tegenstelling tot bijvoorbeeld het chronischevermoeidheidssyndroom waarmee het een zekere gelijkenis vertoont. De volgende verschijnselen treden op bij de patiënten: extreme vermoeidheid (fatigue), hoofdpijn, kortademigheid, benauwdheid, verlies van reukvermogen (anosmie), tinnitus, spierzwakte, lage koorts, cognitieve problemen. Niet alle symptomen komen bij elke patiënt voor en in de loop van de tijd kunnen symptomen elkaar afwisselen en van intensiteit veranderen.
De post-covidklachten van inspanningsintolerantie worden post-exertionele malaise (PEM) genoemd. Bij het posturaal orthostatisch tachycardiesyndroom (POTS), dat ook voorkomt bij long covid, geeft de overgang van een liggende positie naar een staande positie een abnormaal grote toename van de hartslagfrequentie. Hierbij treden symptomen op zoals duizeligheid, licht in het hoofd zijn, moeite met nadenken, wazig zicht of flauwvallen.
Daarnaast melden patiënten ook: langdurig hoesten, geheugenproblemen, slaapproblemen, gewrichtspijnen, diarree en overgeven, keelpijn en slikproblemen, nieuwe diabetes en hoge bloeddruk, huiduitslag en pijn op de borst.
Samengaan van long covid met factoren die soortgelijke symptomen hebben zoals bij het postintensivecaresyndroom, oudere leeftijd met een langer herstel en comorbiditeiten maakt het onderscheid moeilijker.
Uit onderzoek is gebleken dat kinderen zelden last hebben van long covid en ze vrijwel allen na dag 56 lijken te zijn hersteld.

## Risicofactoren
De klachten schijnen eerder voor te komen bij patiënten die in de eerste week van hun SARS-CoV-2-infectie meer dan vijf ziektesymptomen hadden, bijvoorbeeld zowel hoesten als moeheid als diarree als hoofdpijn en verlies van reukvermogen en eerder bij patiënten boven de 50, bij jongere patiënten eerder bij vrouwen, bij overgewicht en bij astma. Bij patiënten die lang op de intensive care lagen, duurt het herstel ook bij andere ziektes veelal lang. Bijzonder aan long covid is dat een deel van de patiënten niet een opvallend zware infectie doormaakte.
Vaccinatie voor infectie vermindert de kans op long covid, al is de evidentie hiervoor nog laag. Voor vaccinatie na infectie is er tegenstrijdige informatie.

## Diagnostiek
Omdat er geen diagnostiek is die long covid onderscheidend kan aantonen, is het een uitsluitingsdiagnose, waarbij andere postinfectieuze syndromen worden uitgesloten.

### Radiologie
Een onderzoek met een klein aantal patiënten met kortademigheid na drie maanden COVID-19 toonde met MRI met hypergepolariseerde xenon-129 een alveolaire capillaire diffusiebeperking in de longen aan, ondanks normale of bijna normale resultaten bij een CT-scan.

## Verwante aandoeningen
Long covid is een post-acuut infectiesyndroom dat echter niet uniek is in zijn soort: onderzoek heeft aangetoond dat ook griep, ebola en chikungunya langer aanhoudende negatieve effecten kunnen hebben, hoewel – bij griep - in veel mindere mate dan bij COVID-19. Het griepfenomeen kreeg de bijnaam "lange griep" of “long griep” (“long flu”).

## Wetenschappelijke studies
Er zijn vele studies gaande om systematisch data te verzamelen over het ziektebeeld en zijn gevolgen. Per begin 2023 bestaat er geen mogelijkheid om long covid snel te genezen met medicijnen of andere therapieën. Wel is het veelal mogelijk de lijdensdruk voor patiënten te verlichten. Het Zwitserse Altea netwerk verzamelt informatie van (para)medisch personeel en is een informatie-portaal voor patiënten.
Verschillende studies vonden langetermijneffecten van de infectie aan diverse organen zoals de nieren, lever, darmen en het zenuwstelsel. Symptomen zoals een verminderde functie van longen en hart en een lage lichamelijke belastbaarheid worden veel gezien. De Lancet publiceerde begin 2021 een cohort-onderzoek bij patiënten uit Wuhan waaruit bleek dat 63% van hen leden aan fatigue en/of spierzwakte en 26% aan slaapstoornissen. Patiënten die ernstiger ziek waren geweest, hadden de meeste longproblemen. De stijfheid van lymphocyten en de grootte van monocyten en neutrofielen schijnt veranderd te zijn. Van alle patiënten met het postcovidsyndroom heeft 70 procent te maken met zware vermoeidheidsklachten na een geringe fysieke of mentale inspanning (postexertionele malaise (PEM)). Voor hen gaat het gezegde dat bewegen gezond is niet op en intensieve revalidatie werkt bij hen vaak averechts.

### Mogelijk verband met mitochondriën
Om erachter te komen waar de vermoeidheidsklachten vandaan komen zette hoogleraar Michèle van Vugt van het Amsterdam UMC, samen met bewegingswetenschappers van de Vrije Universiteit (Amsterdam) in 2023 een onderzoek op waaruit bleek dat de mitochondriën veel minder goed functioneren bij mensen met long covid dan bij de controlegroep (mensen zonder long covid). Dat zou de vermoeidheid bij de patiënten kunnen verklaren. Als gevolg van die verminderde functie stapelen schadelijke eiwitten zich op, wat dan weer de blijvend verslechterende toestand van bepaalde patiënten zou kunnen verklaren. De onderzoeksresultaten zijn gepubliceerd in het internationale wetenschappelijk tijdschrift Nature Communications. De studie toont alleen correlaties, wat niet noodzakelijk een oorzaak-gevolg-relatie is.

### Langetermijnonderzoek in Zwitserland
In Zwitserland worden twee cohorten van positief geteste patiënten wetenschappelijk gevolgd, in Genève en Zürich. Na zes maanden had een kwart van hen nog klachten. Drie procent van het cohort was zwaar getroffen, vier procent middelzwaar. De achttien procent met lichte klachten functioneerden met beperkingen, maar kon wel dagelijks functioneren en bijvoorbeeld werken. Na twaalf maanden was er gemiddeld een tendens naar verbetering van de klachten, hoewel enkele patiënten ook verslechterden; een procent had zware klachten, vier procent middelzware en zestien procent lichte klachten.

### Onderzoek naar behandelingsmogelijkheden

#### Onderdrukking auto-immuunreactie
Aan de Universiteit van Erlangen werden twee diagnostische veranderingen bij long-covid-patiënten vastgesteld. Enerzijds werd microscopisch vastgesteld, dat de bloedcellen deels stijver lijken te zijn en anderzijds dat de doorbloeding in de haarvaten van het oog verstoord is. Daaruit ontstond de hypothese dat ook elders in het lichaam de doorbloeding gestoord zal zijn. In het bloed van patiënten werden auto-immuun-antilichamen gevonden tegen de beta-1 adrenergic receptor (β1 AAb uit de groep van G-proteïnegekoppelde receptoren) die onder meer een rol speelt bij het functioneren van hartspiercellen. Enkele patiënten werden behandeld met het aptameer BC-007, dat al eerder experimenteel werd ingezet bij hartpatienten en verbeterden aanmerkelijk. Deze stof neutraliseert de auto-immuun-antilichamen.
Sinds de herfst van 2021 wordt met subsidie van de Duitse overheid verder onderzoek gedaan in de vorm van een klinische fase 2a-studie waarbij onder meer naar (bij)werkingen gekeken wordt.
Het ontstaan van de auto-immuunreactie is mogelijkerwijze te verklaren doordat het immuunsysteem niet alleen antilichamen tegen de spikeproteïnen van het virus (al1) ontwikkelt, maar ook antilichamen (al2) tegen die antilichamen. Deze tweede generatie antilichamen (al2) kunnen een soortgelijke werking hebben als de spikeproteïnen, omdat ze als het ware het spiegelbeeld van een spiegelbeeld zijn. Ze zouden dan dus onbedoeld ook aan ACE2-receptoren kunnen binden en hun functie in het lichaam verstoren. Dit mechanisme is experimenteel bekend van andere ziektes bij zoogdieren.

## Experimentele behandelingen
Vanwege de grote lijdensdruk worden in verschillende landen behandelingen aangeboden waarvan het klinisch nut en de mogelijke bijwerkingen onvoldoende duidelijk zijn. Hyperbare zuurstoftherapie laat patiënten wat beter scoren op tests, maar het is onduidelijk of dat in het dagelijks leven een rol speelt. Bloedfilterbehandelingen, een soort dialyse, gaan uit van de (onbewezen) stelling dat de longcovidklachten door microstolsels worden veroorzaakt die met een reeks (dure) behandelingen weggefilterd kunnen worden.
Het UMC Utrecht startte in december 2023 een internationaal onderzoek naar het effect van de bestaande geneesmiddelen metformine en colchicine.